# 巴尔盖恩
巴尔盖恩（Bhargain），是印度北方邦Etah县的一个城镇。总人口19977（2001年）。

## 人口
该地2001年总人口19977人，其中男性10472人，女性9505人；0—6岁人口4046人，其中男2018人，女2028人；识字率35.54%，其中男性为46.70%，女性为23.24%。